# Біологічна небезпека
Біологічна небезпека, або біонебезпека — біологічна речовина, яка становить загрозу здоров'ю живих організмів, насамперед людини. Це може включати зразок мікроорганізму, вірусу або токсину, який може негативно вплинути на здоров'я людини. Біологічною небезпекою також може бути речовина, шкідлива для інших живих істот.
Термін і пов'язаний з ним символ зазвичай використовуються як попередження, щоб ті, хто потенційно піддається впливу речовин, знали, що потрібно вжити запобіжних заходів. Символ біологічної небезпеки був розроблений у 1966 році Чарльзом Болдуіном, інженером із охорони навколишнього середовища, який працював у компанії Dow Chemical Company над продуктами для зберігання.
Він використовується для маркування біологічних матеріалів, які несуть значний ризик для здоров'я, включаючи зразки вірусів і використані голки для підшкірних ін'єкцій.
У юнікод символ біологічної небезпеки — U+2623 (☣).

## Норми ANSI Z535/OSHA/ISO
Біологічно небезпечні питання безпеки позначаються спеціальними ярликами, знаками і параграфами, встановленими Американським національним інститутом стандартів (American National Standards Institute — ANSI). Сьогодні стандарти ANSI Z535 щодо біологічної небезпеки використовуються в усьому світі, і їх слід завжди належним чином використовувати в рамках вивісок, маркування та параграфів ANSI Z535 Hazardous Communications (HazCom). Мета полягає в тому, щоб допомогти працівникам швидко визначити серйозність біологічної небезпеки на відстані та за допомогою стандартизації кольору та дизайну. 
Дизайн символу біологічної небезпеки:
- Червоний на білому тлі використовується за чорним символом біологічної небезпеки, коли він інтегрований зі знаком, етикеткою або абзацом НЕБЕЗПЕКИ.
- Помаранчевий колір на чорному або білому тлі використовується за чорним символом біологічної небезпеки, коли він інтегрований зі знаком ПОПЕРЕДЖЕННЯ, етикеткою або абзацом.
- Жовтий колір на чорному або білому тлі використовується за чорним символом біологічної небезпеки, коли він інтегрований зі знаком ОБЕРЕЖНО, етикеткою або абзацом.
- Зелений колір на білому або білому тлі використовується за чорним символом біологічної небезпеки, коли він інтегрований зі знаком УВАГА, етикеткою або абзацом.

НЕБЕЗПЕКА використовується для визначення біологічної небезпеки, яка спричинить смерть. ПОПЕРЕДЖЕННЯ використовується для визначення біологічної небезпеки, яка може спричинити смерть. УВАГА використовується для визначення біологічної небезпеки, яка спричинить травму, але не смерть. ПОВІДОМЛЕННЯ використовується для ідентифікації повідомлення про біологічну небезпеку, яке не стосується травм (наприклад, правила гігієни, очищення або загальні правила лабораторії).
OSHA вимагає використання належного ANSI HazCom там, де це можливо, на американських робочих місцях. Штати та місцеві органи влади також використовують ці стандарти як кодекси та закони в межах своєї юрисдикції. Правильне використання знаків, міток і абзаців ANSI Z535 записано в багатьох стандартах OSHA для HazCom і створено для інтеграції з символами ISO.

## Класифікація ООН/ISO
Біологічно небезпечні речовини класифікуються для транспортування за номером ООН:
- Категорія A, UN 2814 — Інфекційна речовина, яка уражає людей: Інфекційна речовина у формі, здатній спричинити постійну втрату працездатності або небезпечне для життя або смертельне захворювання в інших здорових людей або тварин у разі впливу на неї.
- Категорія A, UN 2900 — Інфекційна речовина, яка уражає тварин (тільки): інфекційна речовина, яка не перебуває у формі, яка зазвичай може спричинити постійну втрату працездатності або небезпечну для життя чи смертельну хворобу в інших здорових людей і тварин у разі контакту з ними.
- Категорія B, UN 3373 — Біологічна речовина, яка транспортується з діагностичною або дослідницькою метою.
- Регульовані медичні відходи, UN 3291 — відходи або повторно використані матеріали, отримані в результаті медичного лікування тварини чи людини, або біомедичних досліджень, які включають виробництво та тестування.

## Рівні біологічної небезпеки
[[Файл:Army_trainers_teach_NHS_medics_how_to_put_on_Ebola_safety_suits_(15650293350).jpg|праворуч|міні|200x200пкс| Медики NHS практикують використання засобів захисту, які використовуються під час лікування хворих на хворобу, яку спричинює вірус Ебола

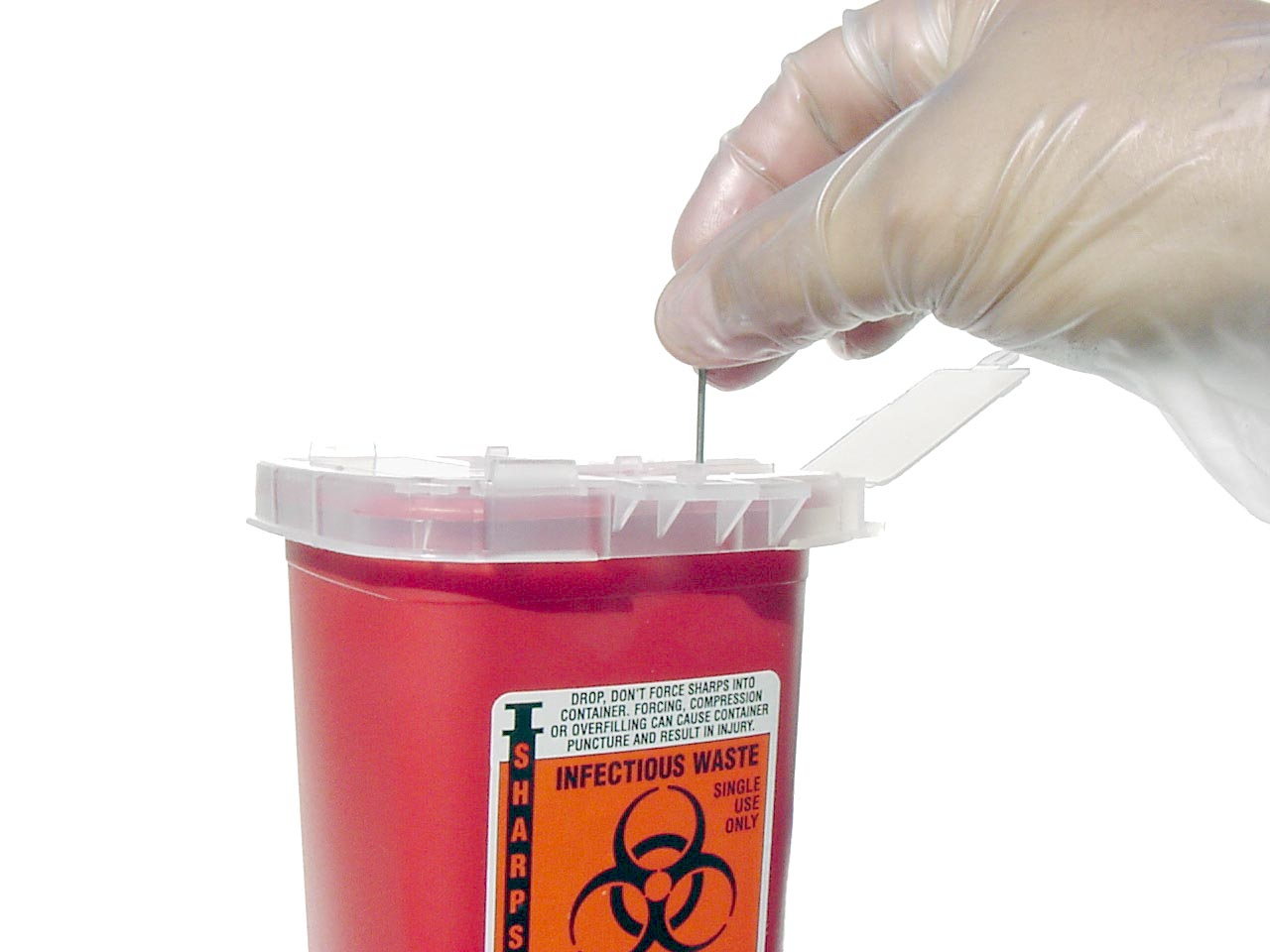
Стандартною процедурою є негайна утилізація використаних голок у контейнер для гострих предметів.

Центри контролю та профілактики захворювань США (Centers for Disease Control and Prevention — CDC) класифікують різні захворювання за рівнями біологічної небезпеки, рівень 1 — мінімальний ризик, а рівень 4 — надзвичайний ризик. Лабораторії та інші об'єкти класифікуються як BSL (Biosafety Level — рівень біобезпеки) 1–4 або скорочено від P1 до P4 (патоген або рівень захисту). 
- Рівень біологічної небезпеки 1: бактерії та віруси, включаючи Bacillus subtilis, вірус собачого гепатиту, Escherichia coli та вірус вітряної віспи, а також деякі клітинні культури та непатогенні бактерії. На цьому рівні запобіжні заходи проти біологічно небезпечних матеріалів є мінімальними, швидше за все, передбачають рукавички та якийсь захист обличчя.
- Рівень біологічної небезпеки 2: бактерії та віруси, які спричинюють у людей лише легкі захворювання або ними важко заразитися через аерозоль у лабораторних умовах, такі як гепатити A, B та C, деякі штами грипу A, респіраторно-синцитіальний вірус людини, хвороба Лайма, сальмонельоз, епідемічний паротит, кір, скрепі, гарячка денге та ВІЛ-інфекція. Рутинну діагностичну роботу з клінічними зразками можна безпечно виконувати на рівні біобезпеки 2, використовуючи практики та процедури рівня біобезпеки 2. Дослідницька робота (включаючи спільне культивування, дослідження реплікації вірусу або маніпуляції з концентрованим вірусом) може проводитися в установі BSL-2 (P2) з використанням практик і процедур BSL-3.
- Рівень біологічної небезпеки 3: Бактерії та віруси, які можуть спричинити серйозні захворювання до смертельних у людей, але проти яких існують вакцини чи інші методи лікування, наприклад, сибірка, гарячка Західного Нілу, венесуельський енцефаломієліт, тяжкий гострий респіраторний синдром, близькосхідний коронавірусний респіраторний синдром, коронавірусна хвороба 2019, пташиний грип як-от спричинений H5N1, хантавірусний легеневий синдром, туберкульоз, епідемічний висипний тиф, гарячка Рифт Валлі, плямиста гарячка Скелястих Гір, жовта гарячка та малярія.
- Рівень біологічної небезпеки 4: Віруси, які спричиняють тяжкі захворювання до смертельних у людей і проти яких немає вакцин або інших методів лікування, наприклад, болівійська геморагічна гарячка, хвороба, яку спричинює вірус Марбург, гарячка Ласса, Крим-Конго геморагічна гарячка та інші геморагічні гарячки, хвороба, яку спричинює вірус Ніпа.[4] Вірус натуральної віспи є агентом, з яким працюють у BSL-4, незважаючи на існування вакцини, оскільки її було знищено, і, отже, загальне населення більше не піддається регулярній вакцинації. При роботі з біологічними небезпеками на цьому рівні використання костюма для персоналу з надлишковим тиском із роздільною подачею повітря є обов'язковим. Вхід і вихід із біолабораторії четвертого рівня міститиме кілька душових кабін, вакуумну кімнату, кімнату ультрафіолетового освітлення, автономну систему виявлення та інші заходи безпеки, призначені для знищення всіх слідів біологічної небезпеки. Використовується кілька шлюзів, які захищені електронною системою, щоб запобігти одночасному відкриттю обох дверей. Усі повітряні та водні об'єкти, які надходять до лабораторії рівня біобезпеки 4 (P4) та надходять із неї, проходитимуть аналогічні процедури дезактивації, щоб виключити можливість випадкового викиду. Встаном на 2020-ті роки  немає бактерій, які треба досліджувати на цьому рівні біобезпеки.